# テーラガーター
テーラガーター（パーリ語:Theragāthā）とは、パーリ語経典経蔵小部に収録された上座部仏教経の一つで、全21篇での構成。
テーラとは「長老」、ガーターとは「偈頌」（げじゅ）のこと。合わせて「長老偈経」とも漢訳される。

## 日本語訳
- 『南伝大蔵経』 大蔵出版
- 『小部経典　第二巻』 正田大観、Kindle 2015年、のちペーパーバック
- 『仏弟子の告白　テーラガーター』 中村元訳著、岩波文庫、1982年
  - 『仏弟子の告白　尼僧の告白』 岩波書店「ブッダのことばシリーズ」、1984年（単行判）
- 『テーラガーター 真の心の安らぎとは何なのか』（服部育郎、「シリーズ仏典のエッセンス」日本放送出版協会、2007年）
- 『原典訳　原始仏典　上』「長老の詩」（中村元編、ちくま学芸文庫（新版）、2017年）